# 表現型スクリーニング
表現型スクリーニング（ひょうげんがたスクリーニング、英語: phenotypic screening）とは、生物学的研究や創薬に用いられるスクリーニングの一種で、細胞や生物の表現型を所望の形で変化させる低分子、ペプチド、RNAiなどの物質を同定するためのものである。 

## 歴史的背景
表現型スクリーニングは、歴史的に、新薬の発見の基礎となってきた。化合物は、表現型に望ましい変化をもたらす化合物を同定するために、細胞や動物の疾患モデルでスクリーニングされる。化合物が発見されて初めて、その化合物の生物学的標的を決定するための努力が行われる。これはターゲット・デコンボリューション(英語: target deconvolution)として知られているプロセスである。この全体的な戦略は、「古典的薬理学」、「フォワード薬理学」、または「表現型創薬」(英語: phenotypic drug discovery; PDD)と呼ばれている。 
最近では、特定の生物学的標的が病気を修飾しているという仮説を立て、この精製された標的の活性を修飾する化合物をスクリーニングすることが一般的になってきている。その後、これらの化合物が所望の効果を示すかどうかを確認するために、動物実験が行われる。このアプローチは「逆薬理学」または「ターゲットベース創薬」(英語: target based drug discovery; TDD)として知られている。ただし、最近の統計学的分析によると、新規の作用機序を持つファースト・イン・クラスの(画期的な)医薬品の多くは、表現型スクリーニングに由来するものであることが明らかになり、この方法への関心が高まっている。 

## タイプ

### 試験管内 (In vitro)
最も単純な表現型スクリーニングでは、細胞株を使用し、細胞死や特定のタンパク質の産生などの単一のパラメータを監視する。複数のタンパク質の発現の変化を同時に監視できるハイコンテントスクリーニングもよく使用される。 

### 生体内 (In vivo)
動物全体のアプローチでは、表現型スクリーニングがもっともよく例証され、さまざまな疾患状態を表す多くの異なるタイプの動物モデルに渡り、物質の潜在的な治療効果が評価される。動物ベースの実験系における表現型スクリーニングでは、モデル生物を利用して、完全に組み立てられた生物システムで被験薬の効果を評価する。ハイコンテントスクリーニングに使用される生物の例には、キイロショウジョウバエ (Drosophila melanogaster)、ゼブラフィッシュ (Danio rerio)、ハツカネズミ (Mus musculus) などが挙げられる。表現型スクリーニングという用語は、特に治療候補の新しい予期しない治療効果が明らかになったときに、臨床試験の設定で発生する偶発的な発見を含めるために使用されることもある。 
モデル生物を用いたスクリーニングには、完全に統合化されて組み立てられた生物実験系の環境の下、被験薬や関心のある標的の変化を調べることができ、細胞システムでは得られなかった洞察を提供するという利点がある。細胞ベースの実験系では、多くの異なる器官系にまたがる多くの異なる細胞型が関与するヒトの疾患プロセスを適切にモデル化することができず、この種の複雑さはモデル生物でなければ真似ることができないと主張する人もいる。臨床での偶発的な発見を含め、生体内での表現型スクリーニングによる創薬の生産性は、この考え方と一致している。 
生体内(in vivo)での表現型スクリーニングは、Anne E. Carpenter (英語版) によって開発された細胞染色試験(英語: cell Painting assay)を利用して簡単に行うことができる。さまざまな異なるように調整された蛍光色素は、細胞培養液の主要成分を標識し、異なる真核生物細胞株に対する参照化学物質の影響を調べるハイコンテントスクリーニングに適用することで優れた効果を発揮する。 

## ドラッグリポジショニングでの使用
表現型スクリーニングへの動物ベースのアプローチは、何千もの低分子を含むライブラリをスクリーニングには適していない。そのため、これらのアプローチでは、すでに承認された薬物や、ドラッグリポジショニング(薬効再評価)のための後期ステージにある薬物候補を評価する上で有用性を見いだした。 
Melior Discovery、Phylonix、およびSoseiを含む多くの企業は、ドラッグポジショニングのための疾患動物モデルで表現型スクリーニングを使用することに特化している。他にも、Evotec、Dharmacon、ThermoScientific、Cellecta、Persomicsなど、多くの企業が表現型スクリーニング研究アプローチに取り組んでいる。 

## 共同研究
製薬会社Eli Lillyは、選択された低分子の表現型スクリーニングを行うことを目的とした、さまざまなサードパーティとの共同研究を正式に開始した。 

## 推薦文献
- “Phenotypic screening in cancer drug discovery - past, present and future”. Nature Reviews. Drug Discovery 13 (8):  588–602. (August 2014). doi:10.1038/nrd4366. PMID 25033736.
- “The phenotypic screening pendulum swings”. Nature Reviews. Drug Discovery 14 (12):  807–9. (December 2015). doi:10.1038/nrd4783. PMID 26620403.